# Diocèse de Civita Castellana
Le diocèse de Civita Castellana (en latin : Dioecesis Civitatis Castellanae ; en italien : Diocesi di Civita Castellana) est un diocèse de l'Église catholique en Italie sous exemption et appartenant à la région ecclésiastique du Latium.

## Territoire
Le diocèse couvre deux provinces : Une partie se trouve dans la ville métropolitaine de Rome Capitale, l'autre partie de la ville métropolitaine étant partagée par les sept diocèses suburbicaires (Albano, Frascati, Palestrina, Porto-Santa Rufina, Sabina-Poggio Mirteto, Velletri-Segni et Ostie) et par les diocèses de Rome, Tivoli, d'Anagni-Alatri et de Civitavecchia-Tarquinia. L'autre partie est dans la province de Viterbe dont l'autre fraction est située dans les diocèses de Viterbe, Civitavecchia-Tarquinia et Orvieto-Todi (uniquement Bolsena).
Son territoire d'une superficie de 1 552 km2 divisé en 76 paroisses regroupées en 6 archidiaconés. L'évêché est dans la ville de Civita Castellana où se trouve la cathédrale basilique de Sainte Marie Majeure. Le diocèse possède quatre cocathédrales qui sont toutes sous le vocable de l'Assomption de Marie : la cathédrale de Gallese, la cathédrale de Sutri, la cathédrale d'Orte et la cathédrale de Nepi ; ces deux dernières ayant également le rang de basilique mineure.

## Histoire
Le diocèse de Civita Castellana tire son origine de l'ancien diocèse de Faleri (it) : les vestiges de Faleri Novi se trouvent aujourd'hui à quelques kilomètres au nord de Civita Castellana. En même temps que Faleri, d'autres diocèses sont apparaissent à proximité : Acquaviva (it), Baccano, Forum Clodii, Manturanum (it), Nepi (it), Orte (it), Sutri (it) et, plus tard, Gallese (it). Le martyrologe fait souvenir du martyre des saints Gratilien et Félicissime à Faleri Novi au IIIe siècle et le martyre des saints Abonde, Abondance, Marcien et Jean au IVe siècle se trouve à Rignano Flaminio.
Le diocèse de Faleri est attesté dans la seconde moitié du Ve siècle. Un évêque Giusto prend part au concile de Rome de 465 (it) mais en raison de la corruption de manuscrit, cet évêque pourrait être un Episcopus Falerinus (Faleri) ou Episcopus Faventinus (Faenza). L'évêque Felice participe au concile de Rome de 499 organisé par le pape Symmaque, et signe comme Episcopus ecclesiae Faliscae et Nepesinae, ce qui prouve que les deux diocèses sont unis à l'époque. Felice est aussi présent aux conciles de 501 et 502. La chronologie épiscopale du premier millénaire de Faleri est très incomplète et les seuls évêques connus sont ceux qui prennent part aux conciles organisés par les papes et qui signent les actes.
En raison de l’absence de défense naturelle, La ville de Faleri est peu à peu abandonnée et la population déménage à Civita Castellana (VIIe siècle-VIIIe siècle). Les évêques abandonne également leur siège pour s'installer dans la nouvelle ville, tout en conservant l'ancien titre ecclésiastique pendant un certain temps. Le titre Civitatis Castellanae apparaît pour la première fois avec l'évêque Crescenzio à la fin du Xe siècle, lors de la translation des reliques des saints Marcien et Jean de Rignano à Civita Castellana ; tandis que la dernière fois que le titre d'Episcopus ecclesiae Falaritanae apparaît dans des documents de l'évêque Benedetto en 1037 et 1050.
La cathédrale primitive du diocèse est dédiée aux saints Marcien et Jean qui deviennent les patrons après la translation de leurs reliques. Détruit par les Normands en 1063, elle est reconstruite dans sa forme actuelle à partir de 1185 et consacré par le pape en 1210. Le Moyen Âge voit fleurir de nombreux monastères, dont ceux du Mont Soracte d'origine carolingienne, l'abbaye territoriale de Sant'Andrea à Flumine, à laquelle s'ajoutent les monastères cisterciens à partir du XIIe siècle. À la même époque, Civita Castellana devient une ville importante. Fuyant Rome, l'antipape Clément III y meurt en 1100 ; Eugène III et Adrien IV, et certains papes s'établissent à Civita. Alexandre III y meurt en 1181 et fut enterré dans la cathédrale.
Le XIIIe siècle voit ces diocèses traversés par des mouvements hérétiques, comme les Pataria et les Fraticelles. Malgré ce climat, le diocèse est également un terrain fertile pour les fondations franciscaines, les couvents d’Orte et de Civita Castellana sont créés par saint François d’Assise lui-même. Les cisterciens ont également fondé leur propre monastère dans l'ancienne cathédrale de Faleri Novi. Toujours au XIIIe siècle, les anciens diocèses de la région s'engagent dans un processus d'agrégation, dicté par la rareté des revenus. Vers 1285, le diocèse de Gallese est supprimé et son territoire est uni à celui de Civita Castellana. Le 5 octobre 1437, le diocèse d'Orte subit le même sort. À partir de ce moment, les évêques portent le double titre d’évêques de Civita Castellana et d’Orte, les deux diocèses restant indépendant au niveau de la juridiction, de la curie et du palais épiscopal. Cette agrégation profite aux diocèses qui sont recherchés en raison de leur proximité avec Rome ; car avec les mutations répétées d'évêques, ils deviennent tous homogènes dans leur environnement pastoral et administratif, avant même que le concile de Trente uniformise les différentes traditions diocésaines. En revanche, le concile a des conséquences notables, obligeant les évêques à résider dans le diocèse. Au XVIe siècle, le diocèse de Gallese est rétabli pour une courte période ; Girolamo Garimberti est élu évêque le 17 mars 1563 par le pape Pie IV mais son successeur Gabriele de Alexandris renoncé au diocèse le 16 septembre 1569 et le pape Pie V supprime de nouveau le diocèse incorporant le territoire au diocèse de Civita Castellana.
Ce n'est qu'au XVIIe siècle que les premiers synodes sont organisés pour appliquer les décrets du Concile de Trente, à partir de celui de 1627 par Mgr Angelo Gozzadini. La véritable réforme du diocèse est réalisée avec les synodes du XVIIIe siècle des évêques Blasi, Vari et Lanucci, qui basent la vie du diocèse sur les confréries, qui s'adonnent à des œuvres charitables, et sur les ordres religieux, parmi lesquels les franciscains. Mais c’est surtout avec Giovanni Francesco Tenderini (1717-1739) que s’effectue l’intense travail de renouveau diocésain. Il rétablit la discipline ecclésiastique, favorise l’instruction religieuse des fidèles, visite le diocèse à plusieurs reprises. Ce renouvellement mène également à l'ouverture du séminaire diocésain en 1746, tandis que les écoles pour l'éducation feminine se développent également. C'est vers la fin du siècle que le sanctuaire marial de Rupes est érigé, le plus important du diocèse actuel.
Au cours de la période napoléonienne, l'évêque de Civita Castellana accepte de signer le serment. Cet acte permet la survie du diocèse, tandis que les diocèses voisins de Nepi et Sutri sont supprimés par le régime français et fusionnés avec Civita Castellana en raison de l'attitude anti-napoléonienne de leur évêque. Le 20 décembre 1805, la collégiale de Gallese obtient le titre de cathédrale et les évêques de Civita Castellana, en plus du titre d'Orte, ajoutent également celui de Gallese. Au XIXe siècle, Mgr Mattia Agostino Mengacci participe au premier concile œcuménique du Vatican ; célèbre un synode en 1859 grâce auquel la curie est réformée et les archives réorganisées ; en 1857, il accueille Pie IX.
Le 10 avril 1976, Mgr Marcello Rosina, évêque de Nepi et Sutri, est également nommé évêque du siège unifié de Civita Castellana, Orte et Gallese, unissant ainsi in persona episcopi les cinq sièges, première étape de l'union définitive de tous ces diocèses. Après la suppression en 1981 de l'abbaye territoriale des saints Vincent et Anastase d'Aquas Salvias de l'abbaye de Tre Fontane, les paroisses des municipalités de Sant'Oreste et Ponzano Romano sont annexées au diocèse de Civita Castellana. Le 11 février 1986, les diocèses de Nepi, Sutri, Orte et Gallese sont définitivement supprimés et le territoire des cinq diocèses donne naissance au nouveau diocèse de Civita Castellana. Dams le même temps, les quatre anciennes cathédrales prennent le titre de cocathédrale. La mémoire des diocèses de Nepi, de Sutri, d’Orte et de Gallese est transmise à la postérité en devenant sièges titulaires.
Mgr Marcello Rosina, premier évêque du nouveau diocèse de Civita Castellana, proclame la Vierge ad Rupes sainte patronne de la nouvelle circonscription ecclésistique. Le 29 juin 1992, la paroisse de San Liberato, un hameau de Narni, est séparée de Civita Castellana et annexée au diocèse de Terni-Narni-Amelia. En 2002, les nouvelles archives historiques diocésaines sont inaugurées dans les salles de l'ancien palais épiscopal de Nepi. En 2007, l'institut des sciences religieuses "Alberto Trocchi", fondé en 1980, est élevé au rang d'institut supérieur des sciences religieuses de l'université pontificale du Latran, restant dans le siège historique de l'ancien séminaire épiscopal de Nepi.

## Sources
- http://www.catholic-hierarchy.org